# Großsteingräber bei Blumberg
Die Großsteingräber bei Blumberg waren drei megalithische Grabanlagen der Jungsteinzeit bei Blumberg, einem Ortsteil von Casekow im Landkreis Uckermark (Brandenburg).

## Lage
Die Gräber lagen nördlich von Blumberg, nördlich des Vorwerks Karlsberg. Am Standort ist der Flurname „Kotzenfeld“ überliefert, evtl. ist der Fundort auch mit dem Flurnamen „Hünensteine“ identisch.

## Beschreibung
Nähere Beschreibungen gibt es lediglich zu den Hügelschüttungen. Es handelt sich um einen größeren Sandhügel mit einem Durchmesser von 20 m und einer Höhe von 2 m sowie um zwei kleinere Hügel mit Durchmessern zwischen 6 m und 9 m sowie Höhen von jeweils 0,5 m. Der größere Hügel weist Spuren einer alten Nachgrabung auf. Über Maße, Ausrichtung und Typ der Grabkammern liegen keine Informationen vor. Westlich des größeren Hügels wurde eine etwa 1 m lange Steinplatte gefunden. Aufgrund ihrer Größe dürften die Gräber eher als Großsteingräber und nicht als Steinkisten anzusprechen sein. Da keine Funde bekannt sind, ist die kulturelle Zuweisung der Anlagen unsicher.